# Клаузнер Йосип Львович
Клаузнер Йосип Львович (Йосиф Гедалія) (1874–1958) — єврейський історик, літературознавець, лінгвіст, сходознавець, семітолог, гебраїст.

## Життєпис та науковий доробок
Народився у 1874 у містечку Олькеники Віленської губ. (Литва) в заможній єврейській родині. 
Коли йому було 11 років, разом з батьками переїхав до Одеси, де загалом провів 24 роки. Середню освіту здобув в одеський єшиві. 1896 (за іншими джерелами — 1897) поїхав до Німеччини, де став студентом Хайдельберзького університету. Вивчав іврит, арабську, ефіопську, сирійську мови, ассирійський клинопис під керівництвом відомого сходознавця Карла Бецольда. Слухав лекції видатних вчених свого часу: з філософії — Куно Фішера та Пауля Вензеля, з історії — Еріха Маркса. Закінчив університет із відзнакою (1902). Його докторська дисертація вийшла друком у Берліні (1904) і здобула схвальні відгуки корифеїв світової орієнталістики Е. Шюрфа і Ж. Галеві. Продовженням дисертації стала монографія «Історія єврейської месіанології» (1909). 
З 1903 мешкає у Варшаві, редагує науково-літературний часопис на івриті «Хашилоах» в якому друкує дослідження із стародавньої історії країн Близького Сходу, переклади давніх текстів з арабської та ефіопської мов, розшифровку клинописного надпису царя Ассирії Санхереба з історико-лінгвистичним коментарем. 
1907 переїхав до Одеси, де вів активну наукову, викладацьку та просвітницьку діяльність. Тут виходять його книги російською мовою з історії, літератури, писемності, філософії: «Еврейская история» (1909), «Происхождение и характер древнееврейской писменности» (1911), «Ново-Еврейская литература» (1912), «Сущность еврейской этики» (1916), «Х. Н. Бялик и трагедия галута» (1917), друкується низка новатарських статей на шпальтах «Еврейской энциклопедии» (-Спб.), в яких він починає розрабляти ранню історію християнства, яка висунула його в класики біблеїстики. 
В Одесі він став членом Товариства аматорів єврейської мови, товариства розповсюдження освіти серед євреїв, Єврейського літературного товариства, виступав із лекціями та доповідями. Палкий прихильник відродження івриту і єврейської держави в Палестині. Брав активну участь у сіоністському русі, був делегатом майже всіх сіоністських конгресів, починаючи з Базельського.
До 1917, з відомих причин, не залучався до викладацької роботи в ВНЗ Одеси. Тільки після Лютневої 1917 революції він був запрошений як викладач на Одеські вищі жіночі курси. 
Наприкінці 1919 емігрував до Палестини, де продовжив наукові дослідження стародавньої історії і культури, став одним із засновників, пізніше — президентом Академії івритської мови, відновив випуск журналу «Хашилоах» (1921–1926).
1925 посів посаду завідувача кафедри івритської літератури в Єврейському університеті в Єрусалимі, з 1944 — кафедри історії Другого Храму. 1946 опублікував автобілграфію «Шляхом відродження й визволення» (на івриті). 
У 1947 р. обрано почесним членом Американської академії мистецтв і наук, 1958 одержав Національну премію Ізраїлю. 
Один з провідних теоретиків історичного напрямку в світовій біблеїстиці. В сучасному Ізраїлі шанується як видатний вчений світового рівня. Основні напрямки досліджень — історія єврейської літератури і мови, стародавньої Палестини і єврейського народу, Біблія і раннє християнство, життя Ісуса Христа та пророка Павла. Чимало наукових робіт перекладено на англійську, німецьку, французьку та інші мови.

## Праці
- Die messianischen Vorstellungen des Judischen Volkes in Zeitalterdes Tannaiten. -Berlin, 1904; Еврейская история. — Т. 1-2. — Одесса, 1909;
- Происхождение и характер древнееврейской писменности. — Одесса, 1911;
- Jesus of Nazareth. — Jerusalem, 1925; From Jesus to Paul. — Jerusalem, 1943;
- Когда нация борется за свою свободу: Сб. статей. — Иерусалим, 1978.